# Allsvenskan i bandy 1987/1988
Allsvenskan i bandy 1987/1988 var Sveriges högsta division i bandy för herrar säsongen 1987/1988. Södergruppsvinnaren IF Boltic lyckades vinna svenska mästerskapet efter seger med 5-2 mot södergruppstvåan Vetlanda BK i finalmatchen på Söderstadion i Stockholm den 20 mars 1988.

## Upplägg
Spelformen ändrades inför säsongen. Norr- och södergruppen fanns kvar, men matcherna mellan lag från olika grupper plockades bort, och i stället delades lagen då norr- och södergrupperna var slutspelade, vilket nu skedde kring årsskiftet, upp i serie för de fyra bästa från varje grupp (Elit A, senare säsonger kallad "Elitserien"), och en för de fyra sämst placerade i varje grupp (Elit B, senare säsonger kallad "Allsvenska fortsättningsserien"). Lag 1-6 i Elit A gick direkt till slutspel, medan lag 7-8 fick kvala mot lag 1-2 om en slutspelsplats, och de spelade hemma-borta efter UEFA:s cupmodell för fotboll. Lag 5-6 i Elit B fick kvala för att hänga kvar, medan lag 7-8 föll ur.

## Förlopp
Skytteligan vanns av Hans Johansson, Västerås SK med 38 fullträffar..

## Seriespelet

### Norrgruppen
Spelades 22 november 1987-17 januari 1988.
| Nr | Lag            | S  | V | O | F | +/-     | P  |
| -- | -------------- | -- | - | - | - | ------- | -- |
| 1  | Västerås SK    | 14 | 9 | 1 | 4 | 58 - 38 | 19 |
| 2  | Sandvikens AIK | 14 | 9 | 0 | 5 | 68 - 37 | 18 |
| 3  | Edsbyns IF     | 14 | 8 | 1 | 5 | 48 - 43 | 17 |
| 4  | IK Sirius      | 14 | 6 | 4 | 4 | 40 - 42 | 16 |
| 5  | Falu BS        | 14 | 6 | 1 | 7 | 50 - 53 | 13 |
| 6  | Brobergs IF    | 14 | 5 | 2 | 7 | 42-59   | 12 |
| 7  | Selånger SK    | 14 | 4 | 1 | 9 | 37 - 53 | 9  |
| 8  | Ljusdals BK    | 14 | 2 | 4 | 8 | 34 - 52 | 8  |

### Södergruppen
Spelades 22 november 1987-17 januari 1988.
| Nr | Lag            | S  | V  | O | F  | +/-     | P  |
| -- | -------------- | -- | -- | - | -- | ------- | -- |
| 1  | IF Boltic      | 14 | 11 | 0 | 3  | 68 - 35 | 22 |
| 2  | Vetlanda BK    | 14 | 10 | 0 | 4  | 73 - 36 | 20 |
| 3  | Villa BK       | 14 | 9  | 2 | 3  | 69 - 33 | 20 |
| 4  | IFK Motala     | 14 | 6  | 3 | 5  | 45 - 37 | 15 |
| 5  | IFK Kungälv    | 14 | 6  | 1 | 7  | 40 - 50 | 13 |
| 6  | IFK Vänersborg | 14 | 4  | 2 | 8  | 35 - 73 | 10 |
| 7  | Örebro SK      | 14 | 4  | 0 | 10 | 47 - 75 | 8  |
| 8  | Nässjö IF      | 14 | 2  | 0 | 12 | 36 - 74 | 4  |

### Elit A
Spelades 20 januari-21 februari 1988.
| Nr | Lag            | S | V | O | F | +/-     | P  |
| -- | -------------- | - | - | - | - | ------- | -- |
| 1  | Vetlanda BK    | 7 | 6 | 0 | 1 | 40 - 21 | 12 |
| 2  | Villa BK       | 7 | 4 | 2 | 1 | 28 - 18 | 10 |
| 3  | Sandvikens AIK | 7 | 4 | 1 | 2 | 30 - 34 | 9  |
| 4  | IFK Motala     | 7 | 4 | 1 | 2 | 20 - 27 | 9  |
| 5  | Västerås SK    | 7 | 3 | 0 | 4 | 40 - 32 | 6  |
| 6  | IF Boltic      | 7 | 3 | 0 | 4 | 27 - 19 | 6  |
| 7  | IK Sirius      | 7 | 1 | 0 | 6 | 18 - 33 | 2  |
| 8  | Edsbyns IF     | 7 | 1 | 0 | 6 | 18 - 37 | 2  |

### Elit B
Spelades 20 januari-21 februari 1988.
| Nr | Lag            | S | V | O | F | +/-     | P  |
| -- | -------------- | - | - | - | - | ------- | -- |
| 1  | Selånger SK    | 7 | 5 | 2 | 0 | 28 - 9  | 12 |
| 2  | IFK Vänersborg | 7 | 5 | 2 | 0 | 25 - 15 | 12 |
| 3  | IFK Kungälv    | 7 | 5 | 1 | 1 | 34 - 14 | 11 |
| 4  | Falu BS        | 7 | 2 | 2 | 3 | 23-29   | 6  |
| 5  | Ljusdals BK    | 7 | 2 | 2 | 3 | 22-29   | 6  |
| 6  | Örebro SK      | 7 | 1 | 1 | 5 | 22 - 29 | 3  |
| 7  | Nässjö IF      | 7 | 1 | 1 | 5 | 17 - 29 | 3  |
| 8  | Brobergs IF    | 7 | 1 | 1 | 5 | 19 - 37 | 3  |

## Seriematcherna

### Norrgruppen
| - 22 november 1987 Falu BS-Brobergs IF 5-2 - 22 november 1987 Ljusdals BK-Selånger SK 1-3 - 22 november 1987 IK Sirius-Sandvikens AIK 0-9 - 22 november 1987 Västerås SK-Edsbyns IF 5-3 - 25 november 1987 Broberg-Västerås 5-3 - 25 november 1987 Edsbyn-Falun 9-3 - 25 november 1987 Sandviken-Ljusdal 6-4 - 25 november 1987 Selånger-Sirius 1-2 - 29 november 1987 Broberg-Sandviken 3-2 - 29 november 1987 Edsbyn-Sirius 3-2 - 29 november 1987 Falun-Ljusdal 2-2 - 29 november 1987 Västerås-Selånger 4-2 - 2 december 1987 Ljusdal-Broberg 1-3 - 2 december 1987 Sandviken-Falun 5-2 - 2 december 1987 Sirius-Västerås 1-1 - 3 december 1987 Selånger-Edsbyn 3-1 - 6 december 1987 Broberg-Edsbyn 3-4 - 6 december 1987 Sandviken-Selånger 7-1 - 6 december 1987 Sirius-Ljusdal 2-2 - 6 december 1987 Västerås-Falun 3-1 - 16 december 1987 Edsbyn-Sandviken 5-4 - 16 december 1987 Falun-Sirius 3-4 - 16 december 1987 Ljusdal-Västerås 5-2 - 16 december 1987 Selånger-Broberg 9-4 - 20 december 1987 Ljusdal-Edsbyn 4-1 - 20 december 1987 Sandviken-Västerås 2-4 - 20 december 1987 Selånger-Falun 3-5 - 20 december 1987 Sirius-Broberg 7-1 | - 26 december 1987 Broberg-Ljusdal 2-2 - 26 december 1987 Edsbyn-Selånger 3-2 - 26 december 1987 Falun-Sandviken 2-5 - 26 december 1987 Västerås-Sirius 6-3 - 27 december 1987 Ljusdal-Falun 3-5 - 27 december 1987 Sandviken-Broberg 8-2 - 27 december 1987 Selånger-Västerås 1-7 - 27 december 1987 Sirius-Edsbyn 4-1 - 30 december 1987 Broberg-Sirius 1-3 - 30 december 1987 Edsbyn-Ljusdal 5-1 - 30 december 1987 Falun-Selånger 5-3 - 30 december 1987 Västerås-Sandviken 7-5 - 3 januari 1988 Broberg-Selånger 5-0 - 3 januari 1988 Sandviken-Edsbyn 5-1 - 3 januari 1988 Sirius-Falun 2-5 - 3 januari 1988 Västerås-Ljusdal 8-1 - 6 januari 1988 Edsbyn-Broberg 4-4 - 6 januari 1988 Falun-Västerås 5-1 - 6 januari 1988 Ljusdal-Sirius 3-3 - 6 januari 1988 Selånger-Sandviken 1-2 - 13 januari 1988 Falun-Edsbyn 2-5 - 13 januari 1988 Ljusdal-Sandviken 2-6 - 13 januari 1988 Sirius-Selånger 4-4 - 13 januari 1988 Västerås-Broberg 6-1 - 17 januari 1988 Broberg-Falun 6-5 - 17 januari 1988 Edsbyn-Västerås 3-1 - 17 januari 1988 Sandviken-Sirius 2-3 - 17 januari 1988 Selånger-Ljusdal 4-3 |

### Södergruppen
| - 22 november 1987 IF Boltic-Nässjö IF 9-2 - 22 november 1987 IFK Motala-IFK Vänersborg 5-1 - 22 november 1987 Vetlanda BK-Örebro SK 9-3 - 22 november 1987 Villa BK-IFK Kungälv 6-3 - 25 november 1987 Kungälv-Vetlanda 6-3 - 25 november 1987 Nässjö-Motala 2-4 - 25 november 1987 Vänersborg-Boltic 2-8 - 25 november 1987 Örebro-Villa 5-3 - 29 november 1987 Motala-Boltic 1-4 - 29 november 1987 Nässjö-Vetlanda 3-9 - 29 november 1987 Villa-Vänersborg 6-2 - 29 november 1987 Örebro-Kungälv 5-2 - 2 december 1987 Boltic-Örebro 6-3 - 2 december 1987 Vetlanda-Villa 4-2 - 2 december 1987 Vänersborg-Nässjö 4-2 - 4 december 1987 Kungälv-Motala 1-2 - 6 december 1987 Kungälv-Nässjö 4-2 - 6 december 1987 Vetlanda-Motala 3-2 - 6 december 1987 Villa-Boltic 5-3 - 6 december 1987 Örebro-Vänersborg 5-4 - 16 december 1987 Boltic-Vetlanda 3-1 - 16 december 1987 Motala-Örebro 4-0 - 16 december 1987 Nässjö-Villa 0-5 - 16 december 1987 Vänersborg-Kungälv 3-1 - 20 december 1987 Kungälv-Boltic 5-3 - 20 december 1987 Vetlanda-Vänersborg 11-0 - 20 december 1987 Villa-Motala 3-3 - 20 december 1987 Örebro-Nässjö 10-2 | - 26 december 1987 Boltic-Motala 5-3 - 26 december 1987 Kungälv-Örebro 6-2 - 26 december 1987 Vetlanda-Nässjö 3-2 - 26 december 1987 Vänersborg-Villa 3-6 - 27 december 1987 Motala-Kungälv 3-4 - 27 december 1987 Nässjö-Vänersborg 9-1 - 27 december 1987 Villa-Vetlanda 5-0 - 27 december 1987 Örebro-Boltic 3-5 - 30 december 1987 Boltic-Vänersborg 10-1 - 30 december 1987 Motala-Nässjö 5-3 - 30 december 1987 Vetlanda-Kungälv 11-0 - 30 december 1987 Villa-Örebro 9-1 - 3 januari 1988 Kungälv-Villa 0-2 - 3 januari 1988 Nässjö-Boltic 1-3 - 3 januari 1988 Vänersborg-Motala 1-1 - 3 januari 1988 Örebro-Vetlanda 1-9 - 6 januari 1988 Boltic-Villa 2-1 - 6 januari 1988 Motala-Vetlanda 1-2 - 6 januari 1988 Nässjö-Kungälv 1-3 - 6 januari 1988 Vänersborg-Örebro 5-3 - 12 januari 1988 Örebro-Motala 3-6 - 13 januari 1988 Kungälv-Vänersborg 3-3 - 13 januari 1988 Vetlanda-Boltic 5-3 - 13 januari 1988 Villa-Nässjö 11-2 - 17 januari 1988 Motala-Villa 5-5 - 17 januari 1988 Nässjö-Örebro 5-3 - 17 januari 1988 Boltic-Kungälv 4-2 - 17 januari 1988 Vänersborg-Vetlanda 5-3 |

### Elit A
| - 20 januari 1988 IFK Motala-Edsbyns IF 3-1 - 20 januari 1988 Sandvikens AIK-IF Boltic 5-3 - 20 januari 1988 Villa BK-IK Sirius 4-3 - 20 januari 1988 Västerås SK-Vetlanda BK 9-5 - 24 januari 1988 Boltic-Västerås 7-1 - 24 januari 1988 Edsbyn-Villa 2-7 - 24 januari 1988 Sirius-Motala 1-3 - 24 januari 1988 Vetlanda-Sandviken 9-4 - 27 januari 1988 Motala-Boltic 3-2 - 27 januari 1988 Sandviken-Sirius 5-1 - 27 januari 1988 Vetlanda-Villa 4-1 - 27 januari 1988 Västerås-Edsbyn 8-1 - 10 februari 1988 Boltic-Vetlanda 1-3 - 10 februari 1988 Sandviken-Edsbyn 4-2 - 10 februari 1988 Sirius-Västerås 4-2 - 10 februari 1988 Villa-Motala 1-1 | - 14 februari 1988 Boltic-Villa 1-4 - 14 februari 1988 Edsbyn-Sirius 7-6 - 14 februari 1988 Vetlanda-Motala 11-1 - 14 februari 1988 Västerås-Sandviken 12-2 - 17 februari 1988 Edsbyn-Boltic 1-4 - 17 februari 1988 Motala-Västerås 6-5 - 17 februari 1988 Sirius-Vetlanda 1-3 - 17 februari 1988 Villa-Sandviken 4-4 - 21 februari 1988 Boltic-Sirius 9-2 - 21 februari 1988 Sandviken-Motala 6-3 - 21 februari 1988 Vetlanda-Edsbyn 5-4 - 21 februari 1988 Västerås-Villa 3-7 |

### Elit B
| - 20 januari 1988 Brobergs IF-IFK Kungälv 1-9 - 20 januari 1988 Falu BS-IFK Vänersborg 2-2 - 20 januari 1988 Nässjö IF-Ljusdals BK 1-4 - 21 januari 1988 Örebro SK-Selånger SK 1-3 - 24 januari 1988 Kungälv-Falun 6-1 - 24 januari 1988 Ljusdal-Örebro 5-4 - 24 januari 1988 Selånger-Nässjö 3-2 - 24 januari 1988 Vänersborg-Broberg 8-4 - 27 januari 1988 Broberg-Ljusdal 2-2 - 27 januari 1988 Falun-Selånger 1-4 - 27 januari 1988 Vänersborg-Falun 7-4 - 27 januari 1988 Örebro-Kungälv 3-7 - 10 februari 1988 Broberg-Selånger 1-6 - 10 februari 1988 Kungälv-Vänersborg 0-1 - 10 februari 1988 Ljusdal-Falun 7-7 - 10 februari 1988 Nässjö-Örebro 2-2 | - 14 februari 1988 Falun-Broberg 4-2 - 14 februari 1988 Kungälv-Nässjö 4-2 - 14 februari 1988 Selånger-Ljusdal 8-0 - 14 februari 1988 Vänersborg-Örebro 4-3 - 17 februari 1988 Ljusdal-Vänersborg 0-1 - 17 februari 1988 Nässjö-Broberg 4-3 - 17 februari 1988 Selånger-Kungälv 2-2 - 18 februari 1988 Örebro-Falun 6-2 - 21 februari 1988 Broberg-Örebro 6-4 - 21 februari 1988 Falun-Nässjö 6-2 - 21 februari 1988 Kungälv-Ljusdal 6-4 - 21 februari 1988 Vänersborg-Selånger 2-2 |

## Slutspel om svenska mästerskapet 1988

### Åttondelsfinaler (UEFA:s cupmodell)
- 24 februari 1988: IFK Vänersborg-IK Sirius 4-2
- 24 februari 1988: Selånger SK-Edsbyns IF 0-1
- 26 februari 1988: IK Sirius-IFK Vänersborg 8-1 (IK Sirius vidare)
- 26 februari 1988: Edsbyns IF-Selånger SK 3-6 (Selånger SK vidare)

### Kvartsfinaler (bäst av fem matcher)
- 28 februari 1988: Vetlanda BK-IK Sirius 3-1
- 28 februari 1988: Sandvikens AIK-Västerås SK 4-8
- 28 februari 1988: Villa BK-Selånger SK 4-3
- 28 februari 1988: IFK Motala-IF Boltic 0-3

- 2 mars 1988: IK Sirius-Vetlanda BK 3-4
- 2 mars 1988: Västerås SK-Sandvikens AIK 3-2
- 2 mars 1988: Selånger SK-Villa BK 0-3
- 2 mars 1988: IF Boltic-IFK Motala 6-1

- 4 mars 1988: Vetlanda BK-IK Sirius 8-2 (Vetlanda BK vidare med 3-0 i matcher)
- 4 mars 1988: Sandvikens AIK-Västerås SK 7-4
- 4 mars 1988: Villa BK-Selånger SK 2-1 (Villa BK vidare med 3-0 i matcher)
- 4 mars 1988: IFK Motala-IF Boltic 4-3

- 6 mars 1988: Västerås SK-Sandvikens AIK 2-7
- 6 mars 1988: IF Boltic-IFK Motala 2-1 (IF Boltic vidare med 3-1 i matcher)

- 8 mars 1988: Sandvikens AIK-Västerås SK 3-2 (Sandvikens AIK vidare med 3-2 i matcher)

### Semifinaler (bäst av tre matcher)
- 11 mars 1988: IF Boltic-Villa BK 4-3
- 11 mars 1988: Vetlanda BK-Sandvikens AIK 4-3

- 13 mars 1988: Villa BK-IF Boltic 3-8 (IF Boltic vidare med 2-0 i matcher)
- 13 mars 1988: Sandvikens AIK-Vetlanda BK 3-0

- 15 mars 1988: Sandvikens AIK-Vetlanda BK 3-4 (Vetlanda BK vidare med 2-1 i matcher)

### Final
- 20 mars 1988: IF Boltic-Vetlanda BK 5-2 (Söderstadion, Stockholm)